# Eriocaulon cipoense
Eriocaulon cipoense är en gräsväxtart som beskrevs av Silveira. Eriocaulon cipoense ingår i släktet Eriocaulon och familjen Eriocaulaceae. Inga underarter finns listade i Catalogue of Life.